# Arsace Ier de Parthie
« Arsace Ier » redirige ici. Pour le roi d'Arménie, voir Arsace Ier d'Arménie.
Pour les articles homonymes, voir Arsace.
Sauf précision contraire, les dates de cet article sont sous-entendues « avant l'ère commune », c'est-à-dire « avant Jésus-Christ ».
Arsace Ier (du Ἀρσάκης; en parthe : 𐭀𐭓𐭔𐭊, romanisé: Aršak) est le premier souverain de l'empire parthe (r. 247–217 av. J.-C.) et le fondateur de la dynastie arsacide. Chef des Parni, l'une des trois tribus de la confédération Dahae, Arsace fonde un royaume au milieu du IIIe siècle après la conquête de la satrapie de Parthie (aujourd'hui située en partie au Turkménistan et en partie en Iran) face à Andragoras qui s'est rebellé contre les Séleucides.
Pendant le reste de son règne, Arsace renforce son pouvoir dans la région et met fin aux tentatives séleucides visant la reconquête de la Parthie. Ses victoires en font une figure de référence parmi les souverains arsacides qui utilisent son nom en tant que titre honorifique royal. À sa mort, son fils Arsace II lui succède.
Arsace n'est mentionné que dans des œuvres grecques et romaines rédigées des siècles après sa mort. En conséquence, son règne n'est guère connu et son existence est parfois remise en cause dans des études modernes, avant qu'elle ne soit réaffirmée par de nouvelles recherches et découvertes archéologiques effectuées dans les années 1960.

## Sources

### Historiographie
La perception d'Arsace diffère grandement d'une source à l'autre. Il est essentiellement connu d'après des sources grecques et romaines qui, en raison des guerres romano-parthes ultérieures, sont biaisées.

### Numismatique
D'après Khodadad Rezakhani, la monnaie d'Arsace est « le prototype » de toutes les pièce de monnaie arsacides ultérieures, bien que celles-ci soient elles-mêmes un peu modifiées. Rezakhani rajoute que la monnaie d'Arsace emprunte maintes caractéristiques à celles des Séleucides et des Achéménides, alors qu'elles présentent plusieurs innovations qui la différencient de ses prédécesseures. Alireza Shapour Shahbazi voit sur les monnaies d'Arsace une divergence délibérée depuis les monnaies séleucides, qui montre « les aspirations nationalistes et royales » de ce dernier : la figure typique séleucide d'Apollon assis sur l'omphalos avec un arc à la main, est remplacée par un archer mimant Arsace, qui est assis sur un tabouret (de la même manière que certains satrapes achéménides, tels que Datamès) et habillé à la sace en portant un bonnet souple nommé bachlyk.

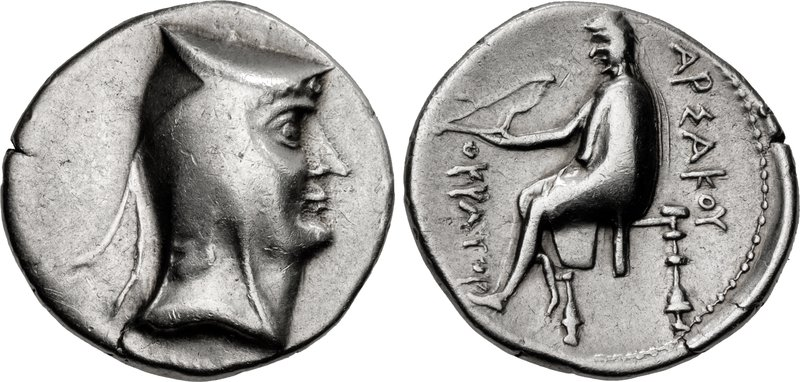
Monnaie d'Arsace

Dans certaines inscriptions visibles sur ses monnaies, Arsace est appelé kārny (l'équivalent grec étant autokrator), titre porté par d'éminents chefs militaires achéménides,. De par ce titre, Arsace se montre intentionnellement au-dessus d'un satrape, tout en évitant simultanément le titre royal basileus (roi) ; aussi se conforme-t-il à la tradition royale séleucide, qu'il rejette. Le titre basileus est d’une importance mineure chez les Iraniens.
Arsace tire parti de la cité Nisa, qu'il a lui-même fondée, comme site pour ses ateliers de frappe. Ses monnaies sont frappées en argent et en bronze. Les drachmes d'argent d'Arsace porte son profil imberbe à l'avers, le regard vers la droite, qui ressemblable aux représentations de la royauté séleucide sur ses monnaies. Fabrizio Sinisi rajoute que, de même, l'archer assis au revers est tourné vers la gauche. La légende grecque ΑΡΣΑΚΟΥ ΑΥΤΟΚΡΑΤΟΡΟΣ est inscrite en deux lignes verticales sur les côtés des drachmes, à la manière des monnaies séleucides. À ces caractéristiques près, Sinisi note que les monnaies d'Arsace suggère visiblement qu'elles proviennent d'un souverain non grec : comme les monnaies de l'époque achéménide, Arsace porte le bonnet pointu et souple à l'avers et l'archer au revers est vêtu d'un costume d'équitation iranien.

## Origine et jeunesse
Selon l'histoire nationale d'Iran, sa lignée remonterait aux certaines figures mythiques, telles que Kay Kawad, Kay Arash, Dara fils de Homay, ou l'archer-figure héroïque Arash,. Pour Ammien Marcellin, Arsace est un « chef de brigands » qui chasse « les forces macédoniennes » et domine « les peuples voisins ». La théorie la plus acceptée est la narration de Strabon,,, selon laquelle Arsace, d'origine scythe ou bactrienne, devient guide des Parni, une des trois tribus principales des Dahae en Asie centrale.
Les Dahae, un peuple de cavaliers, possèdent une mobilité qui leur permet de se replier vers la mer d'Aral en cas de danger. Ainsi les empires ont-ils éprouvé des difficultés à les soumettre. Résidant sur les rives de l'Iaxarte au IVe siècle, ils se déplacent progressivement vers le sud, probablement au début du IIIe siècle. Ils migrent d'abord au sud-est en Bactriane, puis sont repoussés vers l'ouest. Ils s'installent en Parthie au sud-est de la mer Caspienne, une région qui correspond aujourd'hui au Khorassan en Iran et au Turkménistan méridional,.
Les Parni, une tribu est-iranienne d'abord polythéiste, s'assimilent jusqu'au milieu du IIIe siècle à la culture locale parthe : ils prennent la langue parthe, se convertissent au zoroastrisme, et se donnent même des noms zoroastriens ; comme le père d'Arsace, Phriapites, dont le nom est dérivé du avestique *Friya pitā (c.-à-d. patrophile),,,. Quant à Arsace, il se peut qu'il soit né et qu'il ait grandi en Parthie, parlant le parthe. Jérôme Gaslain suggère qu'il ait passé plusieurs années de sa vie dans les territoires séleucides et qu'il appartienne à l'élite locale de Parthie. Étant donné que les Dahae font partie des armées de souverains grecs en tant qu'archers à cheval, depuis Alexandre le Grand (r. 336–323) jusqu'à Antiochos III (r. 222–187), il est possible qu'Arsace, qualifié comme « soldat émérite » dans les écrits classiques, ait servi les souverains séleucides ou leurs gouverneurs.

## Règne
Vers 250, Arsace conquiert Astauene, dans la vallée de l'Atrek. Puis, probablement en 247, il est couronné à Asaak (en), une cité fondée par lui-même qui devient la nécropole royale des Arsacides,. Ce couronnement est souvent considéré comme le point de départ de la dynastie arsacide. Vers 245, Andragoras — alors gouverneur de la satrapie de Parthie — proclame son indépendance vis à vis de Séleucos II. En raison de cette sécession, Andragoras perd le soutien militaire de la part des Séleucides et peine à maintenir les frontières de son domaine. Ainsi, vers 238, les Parni parviennent-ils à envahir la Parthie et s'emparer de Astabene (Astawa) au nord du territoire, sous le commandement d'Arsace et son frère Tiridate Ier,. Peu après, les Parni s'emparent du reste de la Parthie et tue Andragoras. Dès lors, les Parni sont mentionnés comme « Parthes » dans les sources grecques et romaines,. La province limitrophe d'Hyrcanie est également conquise par les Parni.
En 228, tandis qu'Arsace est en guerre contre Diodote II —  alors souverain du royaume gréco-bactrien —, Séleucos II réalise une expédition afin de récupérer les territoires perdus. Ne souhaitant pas batailler sur deux fronts, Arsace conclut rapidement la paix avec Diodote II ; mais ne pouvant faire face à l'armée séleucide, Arsace est contraint de se réfugier chez les Massagètes. La campagne de Séleucos II ne dure pas en raison de problèmes à l'ouest de son royaume. Arsace peut donc retrouver son territoire et étendre sa domination vers le sud. La fuite d'Arsace est probablement un stratagème, puisque Séleucos II n'a ni les moyens de le pourchasser ni le temps de conclure la paix. De surcroît, Arsace conclut une alliance avec les Gréco-Bactriens, ce qui confirme la rencontre ancienne entre les deux entités.
Arsace règne jusqu'à sa mort en 227 ; son fils Arsace II lui succède,.

## Politique et legs
Les nombreux succès d'Arsace font de lui le « père de la nation » ; aussi son nom devient-il un titre honorifique royal que portent tous les souverains arsacides à sa suite,,. Ce nom d'ailleurs relie les Arsacides à Kavi Arshan, souverain légendaire kayanien dont la dynastie est sûrement restée dans la mémoire des poplulations est-iraniennes, comme les Parthes et les Dahae,.
D'après Justin, Arsace « organise le royaume parthe, lève des soldats, construit des châteaux, fortifie des cités ». Outre Asaak, il fonde également la cité de Dara sur le mont Apaortènon en Parthie, ainsi que Nisa qui devient la résidence royale des Arsacides jusqu'au Ier siècle. À en croire Isidore de Charax, un feu éternel est encore gardé en l'honneur d'Arsace, plus de deux siècles après sa mort, dans la cité d'Asaak. Il s'agit probablement du feu dynastique des Arsacides, allumé afin de souligner que ces derniers sont les héritiers des Achéménides.